# Neospora caninum
Neospora caninum è un protozoo parassita obbligato intracellulare degli animali.

## Sistematica
Fino al 1988 è stato confuso e diagnosticato come Toxoplasma gondii. Sin dalla sua prima scoperta nei cani (da cui il nome scientifico) nel 1984 in Norvegia, e la descrizione del nuovo genere e specie N.caninum nel 1988, la neosporosi si è rivelata una seria malattia dell'allevamento bovino e dei cani in tutto il mondo.
Questo parassita è stato riconosciuto in un cucciolo di cane in Norvegia che presentava disturbi neurologici erroneamente imputati a T. gondii.
Da allora la neosporosi è emersa sempre più come una seria e diffusa patologia abortigena dei bovini a livello mondiale.
In realtà non si tratta di una noxa patogena che esiste solo da pochi anni, sono le tecniche di indagine attuali utilizzate ad essere nuove ed in grado di isolare questo parassita. Infatti da analisi genetiche retrospettive è stato dimostrato che il protozoo infetta diverse specie animali da milioni di anni.

## Neosporosi
La parassitosi interessa bovini e cani ma recenti studi hanno dimostrato l'esistenza di un ciclo selvatico che interessa diverse specie animali come il coyote, il cervo, la volpe rossa ma anche la popolazione murina.
La neosporosi è una delle maggiori cause di aborto e natimortalità nell'allevamento bovino, causando gravi problemi al comparto zootecnico moderno sia di carattere sanitario che economico.
Talvolta il danno può essere più grave ed evidente se l'allevamento è colpito dalla cosiddetta “tempesta d'aborti”. L'unico sintomo che si manifesta nel bovino adulto è l'aborto che può essere epidemico o endemico, mentre i vitelli alla nascita possono presentare disordini neurologici dovuti ad encefalite. La neosporosi appare oggi come una patologia condizionata da molti fattori concomitanti quali altre patologie batteriche e virali, errati programmi vaccinali, carenze alimentari, somministrazione di alimenti alterati, cambi bruschi del regime alimentare, somministrazione di farmaci, intossicazioni o comunque da qualsiasi agente stressante esterno o interno che possa indurre uno stato immunodeprimente nei nostri animali da produzione.
Lo studio della neosporosi è in continua evoluzione, da meno di vent'anni a questa parte nella letteratura scientifica internazionale ci sono già più di mille articoli che trattano di N.caninum, questo a dimostrare l'importanza che la patologia ha assunto e assumerà sempre di più nella scienza medica veterinaria.
Vi sono due agenti patogeni importanti: N.caninum e N.hughesi. Il primo ha come l'ospite definitivo il cane ma colpisce gli altri animali, il secondo si presenta solo nel cavallo.

### Modalità di trasmissione
1. Ingestione carni crude o poco cotte
2. Passaggio tachizoiti attraverso la placenta
3. Ingestione dei cibi contaminati da oocisti sporulati

La via di trasmissione più importante è quella attraverso la placenta. La neosporosi colpisce in modo più grave i cuccioli neonati (infetti per via transplacentare) ed è caratterizzata da una paralisi ascendente soprattutto degli arti posteriori.

### Patogenesi
Nei bovini gli esiti sono diversi a seconda del momento gestativo in cui avviene l'infezione:
1. Infezione prima del quinto mese - il sistema immunitario non completo - scarsa flogosi, pochi cisti. Esiti: la morte del feto con riassorbimento o mummificazione, al quarto-quinto (raramente sesto) mese aborto, feto con autolisi di vario grado.
2. Infezione dopo il quinto mese - immunocompetenza - necrosi, molti cisti nel cervello, rene, miocardio. Esiti: la nascita è la mortalità neonatale o adulto sintomatico con infezione cronica.

### Diagnosi
1. Prelievo del liquido cerebrospinale - la presenza di tachizoiti nel sedimento (PCR)
2. Biopsia muscolare: istologia/immunoistochimica
3. Sierologia

### Terapia
Se la diagnosi è precoce, il trattamento con trimetoprim, sulfadiazina e clindamicina può essere efficace.